# Harrisville (Nyugat-Virginia)
Harrisville település az Amerikai Egyesült Államok Nyugat-Virginia államában, Ritchie megyében, melynek megyeszékhelye is. Lakosainak száma 1631 fő (2020. április 1.).

## Népesség
A település népességének változása:

| 2010 | 1 876 |
| 2020 | 1 631 |